# Lijst van producties van De Graaf & Cornelissen Entertainment
Dit is een lijst van Nederlandse producties die geproduceerd zijn door De Graaf & Cornelissen Entertainment en diens voorgangers onder de namen Ruud de Graaf theaterproducties B.V., De Graaf en Cornelissen Producties B.V. en DommelGraaf & Cornelissen Entertainment.
Dit overzicht toont een chronologische lijst van musicals, toneelstukken en overige theatershows.

## Producties

### Musicals
| Productie                                                                                         | Première                                                                                                | Laatste voorstelling | Rollen & uitvoerenden |
| ------------------------------------------------------------------------------------------------- | --- | --- | --- |
| Aladdin de musical (producent: Theaterproductiekantoor Hilversum - voorloper DeGraaf&Cornelissen) | 20 september 2002, Zaantheater, Zaandam                                                                 | 27 april 2003, Zeeuwse Theater Stichting, Middelburg | - Alladin: Ivo Chundro, Koen Smit - Prinses Yasmine: Babette van Veen, Lotte Horlings , Bettina Holwerda - Geest van de lamp: Hakim Traïdia, Arie Cupé, Ara Halici - Kaifas: Michel Sorbach, Ara Halici - Sultan Gez-El-Gapspel: Jimmy Hutchinson, Bart Poulissen - Layali (Moeder Alladin): Pauline du Bois, Sylvia Kottman |
| Life Is A Cabaret (co-productie met American Songbook)                                            | 5 oktober 2004, De Rijswijkse Schouwburg, Rijswijk                                                      | 23 december 2004 | - Liza Minnelli: Frédérique Sluyterman van Loo - Judy Garland: Heddy Lester |
| Pietje Bell                                                                                       | 5 oktober 2005, Nieuwe Luxor Theater, Rotterdam                                                         | 6 mei 2006, Oude Luxor Theater, Rotterdam | - Pietje Bell: afwisselend Ryan Beekhuizen, Jeroen Heiligers, René Klein, Egbert Markerink, Maarten Smeele, Alon Voet, Pim Wessels - Sproet: afwisselend Robert Brekelmans, Wesley Faaij, Jelle Rots, Lloyd Russel, Hessel Sollie, Tom van der Ven, Martijn Vogel - Engeltje: afwisselend Pepijn Blatter, Job Bovelander, Martijn Canters, Felix Heijke, Leon Kleine, Clemens Levert, Martyn Vermeeren - Peentje : afwisselend Christiaan America, Tommy van den Berg, Bryan Camphens, Christian van Eijkelenburg, Paul Hendrikse, Floris de Lugt, Michael Muller - Drogist Geelman: Johnny Kraaijkamp jr., Stan Limburg - Martha Bell: Brigitte Nijman, Marit Slinger - Moeder Bell/ Juffrouw Slieper: Kiki Classen, Annemarie Libbers (alleen Moeder Bell), Jorien Molenaar (alleen Juffrouw Slieper) - Tante Cato: Eric Beekes, Hans Langhout - Vader Bell: István Hitzelberger, Roberto de Groot - Jozef Geelman: Arie Cupé, Stan Limburg, Menno Leemhuis - Meester Ster/ Commissaris: Stan Limburg, Hans Langhout - Paul Velinga/ ensemble: Roberto de Groot, Karel Simons - Spreekstalmeester/ Zwerver: Hans Langhout, Menno Leemhuis - Klok/ ensemble: Menno Leemhuis, Remco Vereijken - Verpleegster/ ensemble: Jorien Molenaar - Teun/ ensemble: Karel Simons, Remco Vereijken - Mie, de baker/ ensemble: Marit Slinger - Agent/ Burgemeester/ ensemble: Remco Vereijken - Ensemble: Annemarie Libbers                                                           |
| Wat Zien Ik?!                                                                                     | 11 oktober 2006, Schouwburg Het Park, Hoorn                                                             | 16 mei 2007, Koninklijk Theater Carré, Amsterdam | - Blonde Greet: Ellen Pieters, Hilke Bierman - Nel (Haar van Boven): Mariska van Kolck, Hilke Bierman - Sjaak/ Bert: Johnny Kraaijkamp jr., Arie Cupé - Piet/ Drogist: Hans Breetveld, Barry Meijer - Janneke/ Heilsoldate/ Stien: Kiki Classen, Rosalie de Jong - 4 Klanten/ Roberto: Arie Cupé, Barry Meijer (alleen Klant 2 en Man), Menno Leemhuis (alleen Oude Nicht en Klant 4), Mathijs Pater (alleen Man en Klant 1) - Bet van Beeren/ Parijse Leen/ Vrouw in Heck: Duck Jetten, Marlous Tolhuisen - Noortje/ Truus/ Operazangeres: Hilke Bierman, Fleur van de Water (alleen Noortje), Nelleke Schoo (alleen Truus), Marlous Tolhuisen (alleen Operazangeres) - Lucas/ ensemble: Karel Simons, Dennis Radelaar - Polly/ ensemble: Fleur van de Water - Bep/ ensemble: Marlous Tolhuisen - Coby/ ensemble: Annemarie Libbers - Klaartje/ ensemble: Nelleke Schoo - Agent Koos/ ensemble: Barry Meijer, Dennis Radelaar - Reisleider/ Eugène/ ensemble: Menno Leemhuis, Dennis Radelaar - Tina/ Verpleegster/ ensemble: Rosalie de Jong, Annemarie Libbers - Agent/ ensemble: Mathijs Pater, Menno Leemhuis |
| De Fabeltjeskrant                                                                                 | 30 september 2007 , Theater aan de Parade, 's-Hertogenbosch                                             | 22 november 2007 | - Meneer de Uil/ Ed Bever/ Bor de Wolf: Florus van Rooijen - Willem Bever/ Momfer de Mol: Martin Stritzko - Zoef de Haas/ Lowieke de Vos: Willem-Jan Stouthart - Meneer de Raaf/ Gerrit de Postduif: Arie Cupé - Juffrouw Ooievaar/ Isadora Paradijsvogel: Ilona Stokvis - Truus de Mier/ Fatima de Poes: Mieke Dijkstra - Myra Hamster/ Martha Hamster: Sabine Beens - Reinaert Bron: Ara Halici |
| Cabaret                                                                                           | 12 oktober 2008, Parktheater, Eindhoven                                                                 | 1 maart 2009 | - Sally Bowles: Ellen Evers, Wieke Wiersma - Master of Ceremonies (Emcee): Sven Ratzke, Sven Tummeleer - Clifford Bradshaw: Dick Cohen - Fräulein Schneider: Pamela Teves - Herr Schultz: Johnny Kraaijkamp jr. - Ernst Ludwig: Martin Stritzko, Menno Leemhuis - Fräulein Kost: Sabine Beens, Cornalijne van Korlaar - Max: Menno Leemhuis - Texas: Anouk Reuvekamp - Fritzie: Marlolein Romeijnders - Lulu: Anne van Opstal - Sven: Sven Tummeleer - Rosie: Cornalijne van Korlaar - Victor: Sander Volders - Frenchie: Wieke Wiersma |
| Op Hoop Van Zegen                                                                                 | 7 december 2008, Zaantheater, Zaandam                                                                   | 19 oktober 2009 | - Kniertje: Ellen Pieters - reder Clemens Bos: Ben Cramer - Mathilde Bos & Truus: Metta Gramberg, Kiki Classen - Clementine Bos/ Marietje: Mieke Dijkstra - Jo: Hilke Bierman - Geert: Charly Luske - Barend: Job Bovelander - Daantje/ Simon: Mark van der Laan, Stan Limburg - Cobus/ Kaps: Arie Cupé - De Hoop/ Saart: Sanne Bosman |
| The Full Monty                                                                                    | 16 november 2009, Stadsschouwburg, Haarlem                                                              | 8 april 2010, Schouwburg De Meerse, Hoofddorp | - Berry Terstegen: Charly Luske - Dave van der Molen: Zjon Smaal - Harold Steenstra: Han Oldigs - Martin: Vincent de Lusenet - Hengst: Rogier Komproe - Eric Vogelzang & Ted: Richard Spijkers - Pam: Wieke Wiersma - Janny van der Molen: Bettina Berger - Vicky Steenstra: Ellen Evers - Jeanette: Metta Gramberg, Sylvia Alberts - Tommie (zoon van Berry): wisselende bezetting waaronder Jary Beekhuizen, Melle Berendse, Pim van Drunen, Neil van der Hulst, Tim de Jonge |
| Volendam de musical                                                                               | 22 november 2010, Zaantheater, Zaandam                                                                  | 10 april 2011 | - Mary: Maaike Widdershoven, Hetty Feteris - Simon: Jasper Kerkhof, Max Roijé - Lea: Hilke Bierman, Hetty Feteris - Jaap: Rick Sessink - Cees: Stefan de Kogel, Sander Eckhardt - Klaas: Ruud van Overdijk, Sander Eckhardt, Max Roijé - Tom: Job Bovelander - Ooitje & Wethouder: Metta Gramberg, Hetty Feteris - Rose: Kaily van Starrenburg - Annie: Ylva Wichers Schreur, Maruschka Kartosonto |
| De Zangeres Zonder Naam                                                                           | 21 november 2011, DeLaMar Theater, Amsterdam                                                            | 28 april 2012 | - Mary Servaes: Ellen Pieters - Sjo Servaes & Johnny Hoes: Jasper Kerkhof - Vivian: Sabine Beens - Lieve Jongen & Jurylid: Eric Beekes - Rudolf & Jurylid: Job Bovelander - Boekhouder & Jurylid: Stefan de Kogel - Rietje: Ylva Wichers Schreur - Huishoudster: Nikki van Ostaijen |
| De Jantjes                                                                                        | 23 september 2012, DeLaMar Theater, Amsterdam/ 25 september 2014, De Meerse, Hoofddorp (reprise)        | 13 april 2013, Koninklijk Theater Carré, Amsterdam/ 22 december 2014 (reprise) | - Na Druppel: Willeke Alberti, Lucie de Lange, Yvonne Valkenburg - De Mop: Arie Cupé, Aernout Pleket - Dolle Dries: Stefan de Kogel, Kick Spijkerman, Maarten Redeker - Schele Manus: Job Bovelander, Rick Sessink, Barry de Gooijer - Blauwe Toon: Rick Sessink, Stephan Mooijman , Kick Spijkerman - Blonde Greet: Rosalie de Jong, Kaily van Starrenburg - Toffe Jans: Nikki van Ostaijen, Lisanne Schut - Tante Piet: Ellen Evers, Piek van der Kaaden, Lisanne Schut - Ome Gerrit: Jasper Kerkhof, Dick Cohen , Aernout Pleket - Mooie Leendert: Winston Post , Barry de Gooijer - Doortje: Kaily van Starrenburg, Piek van der Kaaden, Esmée Dekker - Moeder Betje: Yvonne Valkenburg, Maja van den Broecke - Tante Aal: Maja van den Broecke |
| Heerlijk duurt het langst                                                                         | 1 februari 2015, Chassé Theater, Breda                                                                  | 14 juni 2015 | - Marian: Lone van Roosendaal, Hilke Bierman - Ido: Chris Tates - Emma: Rosalie de Jong, Hilke Bierman - Pink: Nikki van Ostaijen - Wim de Heer: Stefan de Kogel - Ton de Vries: Dick Cohen, Arie Cupé - Kees Blom: Alfred van den Heuvel, Arie Cupé - Ensemble: Esmée Dekker, Matthijs van der Meer, Buddy Vedder, Michael Hoogveld, Saskia Verhoef, Esmee de Boer |
| Het meisje met het rode haar                                                                      | 12 oktober 2015, Stadsschouwburg, Haarlem                                                               | 30 januari 2016, Koninklijk Theater Carré, Amsterdam | - Hannie Schaft: Roos van Erkel - Hugo: Jim Bakkum, Stefan de Kogel - moeder Schaft/ vrouw Voskuil/ madame Cheval: Joke de Kruijf, Hilke Bierman - vader Schaft/ Lievensz/ Kaapstadt/ Duitse Officier: Sjoerd Pleijsier - Judith/ Tinka: Sanne Bosman - Frans: Stefan de Kogel - Roeland/ Oudaen/ Babbelo: Stephan Mooijman - Jan/ Peter/ Duitse soldaat: Victor Marinus - Joop/ Arend/ Duitse soldaat: David van den Tempel - Carlien: Marlijn van Dijk |
| Nonsens                                                                                           | 25 januari 2016 , Oude Luxor Theater, Rotterdam                                                         | 3 mei 2016, De Flint, Amersfoort | - Moeder Overste: Marjolijn Touw - Zuster Futilia: Mariska van Kolck - Zuster Amnesia: Brigitte Heitzer - Zuster Pavlova: Renée van Wegberg - Zuster Beyonce: Wieneke Remmers, Julia Berendse |
| Vals: Een bloedstollende thrillermusical (co-productie met Michiel Morssinkhof)                   | 21 oktober 2016 , De Flint, Amersfoort                                                                  | 5 februari 2017 | - Pippa: Priscilla Knetemann - Abby: Patricia van Haastrecht - Kim: Rianne Peterson - Feline: Vivian Panka - De mysterieuze man: Stef Pits |
| A Chorus Line                                                                                     | 21 november 2016, Zaantheater, Zaandam                                                                  | 9 april 2017, Koninklijk Theater Carré, Amsterdam | - Zach: Edwin Jonker, Michael Konings - Sheila : Bettina Bakker-Holwerda, Esther van Boxtel, Eline Voorn - Valerie (Val) Clarke: Joke van Robbroeck, Willemijn Maandag - Diana Morales: Esmée Dekker, Maria Hengst - Paul San Marco: Roman Brasser, Leon de Graaf, Robin Smits - Cassie: Fleur Jagt, Esther van Boxtel, Oonagh Jacobs - Mark: Kick Spijkerman, Robin Smits - Judy: Eline Voorn, Tessa Tuk, Maria Hengst - Bebe: Sarah Cremers, Willemijn Maandag, Tessa Tuk - Larry: Peter van Dosselaer, Martijn van Voskuijlen - Richie: Leo- Alexander Hewitt, Yannick Plugers - Kristine: Sabine van Tiel, Tessa Tuk - Connie: Jody Bhe, Maria Hengst - Mike Costa: Leon de Graaf, Martijn van Voskuijlen, Michael Konings - Don: Michael Konings, Yannick Plugers, Jeroen Logghe - Maggie: Oonagh Jacobs, Willemijn Maandag - Greg: Martijn van Voskuijlen, Jeroen Logghe, Robin Smits - Bobby: Benjamin Boer, Jeroen Logghe - Butch: Yannick Plugers - Vicki: Maria Hengst - Tricia: Willemijn Maandag - Roy: Robin Smits - Lois: Tessa Tuk - Frank: Jeroen Logghe - Al: Gijs Stallinga, Yannick Plugers |
| Adèle, Conny, Jasperina - De Grote Drie                                                           | 13 februari 2017, Stadsschouwburg Utrecht, Utrecht/ 11 juli 2018, DeLaMar Theater, Amsterdam (reprise)  | 18 mei 2017, Koninklijk Theater Carré, Amsterdam/ 22 juli 2018, DeLaMar Theater, Amsterdam (reprise)                                                                                            | - Adèle Bloemendaal: Ellen Pieters - Conny Stuart: Frédérique Sluyterman van Loo - Jasperina de Jong: Hanneke Drenth - Gabriël: David van den Tempel |
| Liesbeth List de musical                                                                          | 2 oktober 2017, Koninklijk Theater Carré, Amsterdam                                                     | 7 januari 2018 | - Liesbeth List: Renée van Wegberg - Robert Braaksma & Jacques Brel: Jonathan DeMoor - Ramses Shaffy: Michael Konings - Frank Govers & producent: Rolf Koster - Elisah Baijens: Julia Berendse - Cees Nooteboom: Johnny Barendsen - Ensemble: Job Greuter, Bernice Havenaar |
| Shock – thrillermusical (co-productie met Michiel Morssinkhof)                                    | 17 oktober 2017, Theater De Kom, Nieuwegein                                                             | 9 februari 2018, Stadsgehoorzaal, Vlaardingen | - Mabel: Britt Scholte - Priscilla : Priscilla Knetemann - Bo: Vivian Panka - Emma: Dorine Meijerhof - Anouk: Aniek Mommers - Inspecteur (op filmbeeld): Mike Reus |
| My Fair Lady                                                                                      | 6 november 2018, Koninklijk Theater Carré, Amsterdam                                                    | 13 mei 2018, Koninklijk Theater Carré, Amsterdam | - Eliza Doolittle: Esmée Dekker, Willemijn Maandag - Alfred P. Doolittle: Han Oldigs, Raymond Kurvers, Yannick Plugers - Professor Henry Higgins: Chris Tates, Raymond Kurvers - Kolonel Pickering: Alfred van den Heuvel, Raymond Kurvers, Martijn van Voskuijlen - Freddy Eynsford-Hill: Yoran de Bont, Martijn van Voskuijlen - Mrs. Higgins: Sjoukje Hooymaayer, Gerrie van der Klei, Esther van Boxtel - Mrs. Pearce: Ellen Röhrman, Esther van Boxtel - Zoltan Karpathy/ George: Raymond Kurvers, Martijn van Voskuijlen - Mrs. Eynsford-Hill/ Mrs. Hopkins/ Koningin van Transsylvania: Esther van Boxtel, Joke van Robbroeck, Liesanne van Dongen - Harry/ ensemble: Yannick Plugers, Robin Smits - Jamie/ ensemble: Leo-Alexander Hewitt, Robin Smits - Ensemble: Esther van Boxtel, Joke van Robbroeck, Liesanne van Dongen, Raymond Kurvers, Martijn van Voskuijlen, Sarah Cremers, Willemijn Maandag, Robin Smits, Bram Ven, Kas Dekker, Annabelle Stijvers, Luuk Hartog, Cato Steemers |
| The Full Monty                                                                                    | 5 februari 2018, DeLaMar Theater, Amsterdam                                                             | 3 juni 2018, Deventer Schouwburg, Deventer | - Berry Terstegen: Joey Ferre - Dave van der Molen: Dennis Willekens - Harold Steenstra: Ad Knippels - Martin: Kick Spijkerman - Hengst: Juneoer Moers - Eric Vogelzang & Ted: David van den Tempel - Pam: Julia Herfst - Janny van der Molen: Hilke Bierman - Vicky Steenstra: Brigitte Nijman - Jeanette: Brigitte Heitzer |
| Evita                                                                                             | 22 oktober 2018, Koninklijk Theater Carré, Amsterdam                                                    | 11 april 2019, 30CC/Schouwburg, Leuven (België) | - Evita Péron-Duarte: Brigitte Heitzer, Esmée Dekker , Willemijn Maandag - Ché Guevara: René van Kooten, Yannick Plugers - Juan Péron: Paul Donkers, Martijn van Voskuijlen - Augustin Magaldi: Yoran de Bont, David van den Tempel - Maîtresse: Esmée Dekker, Willemijn Maandag, Sarah Cremers - Ensemble: Martijn van Voskuijlen, Yannick Plugers, Leo-Alexander Hewitt, Michael Konings, David van den Tempel, Willemijn Maandag, Sarah Cremers, Mireille Bolier, Arjen Kimenai, Guido Idzenga, Veronique Post, Mickey Vermeer, Willemijn van Holt |
| Op Hoop Van Zegen                                                                                 | 28 januari 2019, Zaantheater, Zaandam                                                                   | 2 juni 2019, Oude Luxor Theater, Rotterdam | - Kniertje: Mariska van Kolck - reder Clemens Bos: Bill van Dijk - Mathilde Bos & Truus: Joke de Kruijf - Clementine Bos: Bernice Havenaar - Jo: Linda Verstraten - Geert: Gijs Stallinga - Barend: Robin Smits - Daan & Simon: Stephan Mooijman - Cobus & Kaps: Rolf Koster - De Hoop & Saart: Melissa Groeneveld |
| The Bridges of Madison County (tourversie)                                                        | 23 april 2019, Theater aan de Schie, Schiedam                                                           | 18 juni 2019, Stadsschouwburg Utrecht, Utrecht | - Robert Kincaid: René van Kooten - Francesca Johnson: Lone van Roosendaal - Richard 'Dick' Johnson: Ad Knippels - Marsha: Annick Boer - Michael Johnson: Joost van der Aa - Carolyn Johnson: Dagmar Rijff |
| Kinky Boots                                                                                       | 11 november 2019, Meervaart Theater, Amsterdam                                                          | 7 maart 2020, Theater Orpheus, Apeldoorn (tour vroegtijdig gestopt i.v.m. corona-crisis) | - Lola/Simon: Naidjim Severina, Elindo Avastia - Lauren: Vajèn van den Bosch, Linda Verstraten - Charly Price: Jonathan Demoor, Rick Sessink - Nicola: Linda Verstraten, Gina Bentvelsen - Don: Dennis Willekens, Joey von Grumbkow - George: Paul Donkers, Jeroen Phaff - Mr. Price: Jeroen Phaff, Joey von Grumbkow - Harry: Rick Sessink, Brecht van Arnhem - Trish: Martine de Jager, Sarah Cremers - Pat: Sarah Cremers, Juliëtte van Tongeren - Simon Sr.: Guillermo Hilversum - Richard Bailey: Joey von Grumbkow, Ricky Kooyenga - Marge: Gina Bentvelsen, Mickey Vermeer, Juliëtte van Tongeren - Angels: Diego González-Clark, Darren van der Lek, Michael Konings, Jules Aurik, Boudewijn Joannes, Jimi Hendrikse, Brecht van Arnhem, Ricky Kooyenga - jonge Charly: wisselende bezetting - jonge Lola: wisselende bezetting - Ensemble: Elindo Avastia, Mickey Vermeer - Swing: Jimi Hendrikse, Ricky Kooyenga, Brecht van Arnhem, Juliëtte van Tongeren |
| Haal het doek maar op – van Appelscha tot Zierikzee                                               | 23 januari 2020, DeLaMar Theater, Amsterdam/ hervatting 11 september 2020, Kennemer Theater, Beverwijk/ | 11 maart 2020, Theater De Maagd, Bergen op Zoom (tour vroegtijdig gestopt i.v.m. corona-crisis)/ 13 december 2020, Posthuis Theater, Heerenveen (tour vroegtijdig gestopt i.v.m. corona-crisis) | - Rolf Molenaar: Tony Neef - Lonneke Rimini: Mariska van Kolck - Trees Uiterwaarden: Julia Berendse - Roos ter Duin: Willemijn van Holt - Peter van der Gracht: Dook van Dijck/ David van den Tempel - Benjamin van Dijk: Jordy van Loon |
| Adèle, Conny, Jasperina - De Grote Drie in Concert                                                | 17 september 2020, Schouwburg De Meerse, Hoofddorp                                                      | 11 december 2020, Theater aan de Schie, Schiedam (tour vroegtijdig gestopt i.v.m. corona-crisis)                                                                                                | - Adèle Bloemendaal: Ellen Pieters - Conny Stuart: Frédérique Sluyterman van Loo - Jasperina de Jong: Hanneke Drenth |
| Rocky Horror Show                                                                                 | 30 juli 2021, Internationaal Theater Amsterdam (ITA), Amsterdam/ 26 juli 2022, DeLaMar, Amsterdam       | 20 februari 2022, Kunstlinie, Almere/ 31 juli 2022, DeLaMar, Amsterdam | - Frank-N-Furter: Sven Ratzke - Janet: Esmée Dekker - Magenta: Ellen Pieters - Rocky Horror: Yoran de Bont, Ferry Doedens - Brad: Samir Hassan - Riff Raff: Raymond Kurvers - Verteller: Erik Brey - Columbia: Sabine Beens - Eddie & Dr. Scott: Barry Beijer, Abel Leemans - Phantom-Transilvanian: Jary Sluijter - Phantom-Transilvanian: Anna Joan - Phantom-Transilvanian: Isabel Diaferia - Phantom-Transilvanian: Bob van de Weijdeven |
| Titanic                                                                                           | 21 november 2021, Kunstlinie, Almere                                                                    | 17 juli 2022, DeLaMar, Amsterdam | - J. Bruce Ismay: Marijn Brouwers, Rolf Koster - Thomas Andrews: René van Kooten, Pepijn van Bokhoven - Harold Bride: David van den Tempel, Victor Marinus - Henry Etches: Dennis Willekens, Sjoerd Oomen - Kapitein Edward J. Smith: Richard Spijkers, Rolf Koster - Frederick Barrett/ Benjamin Guggenheim: Brecht van Arnhem, Sjoerd Oomen - Wallace Hartley/ Piccolo/ Carlson: Martijn Vogel, Victor Marinus - Ida Straus: Mariska van Kolck, Melise de Winter - Isidor Straus: Han Oldigs, Rolf Koster - Kate McGowan: Linda Verstraten, Sophie van Lent - Charles Lightoller/ John J. Astor: Rolf Koster, Victor Marinus - Frederick Fleet/ George Widener: Jordy van Loon, Victor Marinus - Jim Farrell/ Andrew Latimer: Alexander Boone, Pepijn van Bokhoven - Kate Mullins/ Madeleine Astor: Juliëtte van Tongeren, Marnel de Rooij - Kate Murphey/ Mrs. Widener: Eva van Kalsbeek, Sophie van Lent - Alice Beane: Wieneke Remmers, Melise de Winter - Edgar Beane: Marcel Visscher, Sjoerd Oomen - John B. Thayer: Sjoerd Oomen, Adrian Ammerlaan - Marion Thayer: Sophie van Lent, Marnel de Rooij - Charlotte Drake Cardoza: Melise de Winter, Sophie van Lent - William Murdoch: Mark Roy Luykx, Sjoerd Oomen - Joseph Boxhall: Pepijn van Bokhoven, Adrian Ammerlaan - Charles Clarke: Martijn van Voskuijlen, Pepijn van Bokhoven - Caroline Neville/ Madame Aubert: Julia Berendse, Juliëtte van Tongeren - Joseph Bell: Victor Marinus, Adrian Ammerlaan |
| The Prom                                                                                          | 26 september 2022, Nieuwe Luxor Theater, Rotterdam                                                      | 12 maart 2023 , Theaterhotel, Almelo | - Emma Nolan: Juliëtte van Tongeren, Gina Bentvelsen, Floor Brüggenwirth - Dee Dee Allen: Pia Douwes, Wieneke Remmers, Melise de Winter - Barry Glickman: Dennis Willekens, Rolf Koster - Angie Dickinson: Joke de Kruijf, Melise de Winter, Liesanne van Dongen - Trent Olivier: Barry Beijer, Martijn van Voskuijlen, Jimi Hendrikse - Alyssa Greene: Soraya Gerrits, Judith van der Wijst, Eliane Kwee - Mrs. Green: Wieneke Remmers, Melise de Winter, Liesanne van Dongen - Mr. Tom Hawkins: Rogier Komproe, Martijn van Voskuijlen - Sheldon Saperstein: Rolf Koster, Martijn van Voskuijlen - Kaylee: Gina Bentvelsen, Eliane Kwee, Zoé Rijk, Fay de Klein - Shelby: Nathalie Chaves, Floor Brüggenwirth, Belle van der Pijl - Nick: Thom Koolen, Arjen Kimenai, Menno Dekker - Kevin: Jimi Hendrikse, Jelmer Engelaar, Twan Bosschaart - Olivia Keating: Melise de Winter, Liesanne van Dongen - Motel Clerk & 2nd Reporter: Martijn van Voskuijlen, Thom Koolen, Arjen Kimenai |
| Les Misérables (co-productie met Van Lambaart Entertainment)                                      | 5 maart 2023, Koninklijk Theater Carré, Amsterdam                                                       | 7 januari 2024, Stadsschouwburg Antwerpen, België | - Jean Valjean: Milan van Waardenburg, René van Kooten (alternate), Dirk van den Brand, Yoran de Bont - Javert: Freek Bartels, Yoran de Bont, Yoshua van den Broek, Nordin de Moor (Nederland & België) - Enjolras: Mark Roy Luykx, Yoshua van den Broek, Sem van der Hijden - Marius Pontmercy: Michael Muyderman, Brecht van Arnhem, Jary Sluijter - Fantine: Channah Hewitt, Isaura Kuijt, Pamela Kroes, Lisanne Veeneman - Cosette Fauchelevant: Sem Gerritsma, Pamela Kroes, Lisanne Veeneman - Eponine Thénardier: Vajèn van den Bosch, Janne Kolpa, April van Amelsfoort, Ianthe Tavernier (Nederland & België) - Monsieur Thénardier: Yannick Plugers, Sjoerd Oomen, Léon de Graaf, Jonas van Geel (alleen in België) - Madame Thénardier: Ellen Pieters, Saskia Schäfer (alternate), Kim Reizevoort, Goele de Raedt (alleen in België) - Gavroche: wisselende bezetting |
| Mamma Mia!                                                                                        | 10 september 2023, DeLaMar Theater, Amsterdam                                                           | 21 mei 2024, Theater de Kampanje, Den Helder | - Donna Saenredam: Brigitte Heitzer, Wieneke Remmers, Rosanne Rebergen - Sophie Saenredam: Soraya Gerrits, Judith van der Wijst, Gina Bentvelsen - Sky: Samir Hassan, Philip Krom, Iwan Oorburg - Tania: Carolina Dijkhuizen, Rosanne Rebergen, Isabel Diaferia - Rosie: Wieneke Remmers, Melise de Winter, Liesanne van Dongen - Sam Machielse: René van Kooten, Stefan de Kogel, Michael Konings, Sander van Voorst tot Voorst, David van den Tempel - Harry Kien: Dennis Willekens, Zjon Smaal, Menno Dekker - Phil Oostman: Barry Beijer, Michael Konings, Menno Dekker - Elvi: Eliane Kwee, Gina Bentvelsen, Isabel Diaferia - Lisa: Belle van der Pijl, Zoë Rijk, Gina Bentvelsen - Pepper: Marvin Sikkema, Iwan Oorburg, Stijn Linders - Eddie: Thom Koolen, Martijn Vogel, Ruben Santens, Menno Dekker - Vader Alexandrios: Sander van Voorst tot Voorst, Zjon Smaal, Philip Krom, Arjen Kimenai |
| Saturday Night Fever                                                                              | 29 september 2024, Theater aan de Parade, Den Bosch                                                     | 30 maart 2025, Stadsschouwburg Nijmegen, Nijmegen | - Tony Manero: Buddy Vedder, Davy Reedijk - Stephanie Mangano: Esmée Dekker, Lieke Janssen, Floor Brüggenwirth - Annette: Gina Bentvelsen, Floor Brüggenwirth, Zoë Rijk - DJ Monty: Barry Beijer, Yannick Plugers, Menno Dekker - Bobby C.: Michael Muyderman, Steven van Gemert, Menno Dekker, Lukas Beelen - Frank Manero Sr.: Raymond Paardekooper, David van den Tempel - Flo Manero: Mariska van Kolck, Lieke Janssen - Frank Manero Jr.: David van den Tempel, Menno Dekker, Stijn Holewijn - Double J.: Davy Reedijk, Menno Dekker, Stijn Holewijn, Steven van Gemert - Joey: Marvin Sikkema, Stijn Holewijn, Steven van Gemert - Fusco & Jay: Yannick Plugers, Boy Ooteman, Menno Dekker, David van den Tempel |
| Josephine B - Een leven in Revue                                                                  | 16 februari 2025, Oude Luxor Theater, Rotterdam                                                         | 1 juni 2025, Theater Figi, Zeist | - Josephine Baker: Channah Hewitt - Jo Bouillon: Yannick Plugers - Pepito Abatino: Joey Ferré - Paul Colin: Martijn Vogel - Walter Winchell: Victor Marinus - Martin Luther King: Leo-Alexander Hewitt - Ensemble: Youri Ouwerkerk, Ryk Helle, Matthew De Bruyne |
| Les Misérables - The Arena Spectacular (World Tour) (co-productie met Van Lambaart Entertainment) | 14 februari 2025, Ziggo Dome, Amsterdam                                                                 | 16 februari 2025, Ziggo Dome, Amsterdam | |
| Hairspray                                                                                         | 30 september 2025, Theater De Kom Nieuwegein                                                            | 31 mei 2026, Theater aan de Parade, Den Bosch | - Edna Turnblad: Richard Groenendijk, Niek van der Deijl - Tracy Turnblad: Tamar Floor, Femke Coppens - Link Larkin: Rein van Duivenboden, Olaf Schot - Wilbur Turnblad: Barry Beijer, Eli ter Hart - Penny Pingleton: Pauline Joris, Jildou Jacobi - Velma von Tussle: Cathalijne de Sonnaville, Melise de Winter - Amber von Tussle: Soraya Gerrits, Jildou Jacobi - Motormouth Maybelle: Nurlaila Karim, Melissa Kanza - Corny Collins: Stefan de Kogel, Chris Schep - Seaweed J. Stubbs: Lorenzo Kolf, Richannel Wesker - Little Inez: Dewi Inesia, Rochelle Ramos - Prudy Pringleton & Matron: Melise de Winter, Maxime Karsten - Meneer Pinky en Spritzer, Schoolhoofd, Bewaker: Niek van der Deijl, Eli ter Hart |
| West Side Story                                                                                   | 12 november 2025, Kunstlinie Almere                                                                     | 21 juni 2026, Stadsschouwburg Utrecht, Utrecht | - Maria: Silvana Rocha, Josy Gruijters - Tony: Thijs Snoek - Anita: Esmée Dekker, Imahni Tsolakis - Bernardo: Joey Ferré, Beau Jones - Riff: Calvin Kromheer, Yannick Plugers - Doc: Alfred van den Heuvel, Menno Dekker - Wijkagent Krupke: Yannick Plugers, Menno Dekker - Inspecteur Shrank: Raymond Kurvers, Menno Dekker - Glad Hand: Menno Dekker, Henno Ravensbergen - Big Deal: Ian Vrolijk - Arab: Gino Korsèl - Snowboy: Justin van de Ven - Graziella: Eva Nagelhout - Pepe: Beau Jones - Franscesca: Terra Luna Urbach - Rosalia: Josy Gruijters, Nicole van Beest - Action: Jur Arp, Gino Korsèl - Consuela: Imahni Tsolakis, Nicole van Beest - Joanne: Hilde Rexwinkel, Yoana Willemse - Velma: Benthe Bokelman, Esmee Mardjan - Baby John: Daan Stuer, Steven van Gemert - Carole: Esmee Mardjan, Nicole van Beest - Diesel: Julius de Vriend, Ian Vrolijk - Anybodys: Juliëtte van Tongeren, Benthe Bokelman - Rocco: Sem Kramer, Anthony de Ronde - Juano: Steven van Gemert - Emauela: Lina Leter - Indio: Koen van Aken - Chino: Marnix Lenselink, Steven van Gemert - Loco: John Togba - Carmencita: Anneketrien Van Wassenhove, Nicole van Beest |

### Toneel
| Productie                                                      | Première                                                                     | Laatste voorstelling                                                                                      | Rollen & uitvoerenden |
| -------------------------------------------------------------- | ---------------------------------------------------------------------------- | --- | --- |
| Dinner Party (The Dinner Party)                                | 2001                                                                         | 2001 | - Bea Meulman - Carol van Herwijnen - Kiki Classen - Sander de Heer - Metta Gramberg - Hans Cornelissen |
| Zeg 'ns Aaa                                                    | 12 oktober 2003, De Flint, Amersfoort                                        | 2004 | - Mien Dobbelsteen-Kalkman: Carry Tefsen - Lydie van der Ploeg: Sjoukje Hooymaayer - Hans Lansberg: Manfred de Graaf - Gert-Jan van der Ploeg: Hans Cornelissen - Wiep Lansberg: Kiki Classen - Nel Kalkman: Coby Timp - Ray Bos: Perry Dossett - Agent Schuitemaker: Antoine van Doremalen |
| Happy Hour (Happy Hour)                                        | 23 januari 2005, Theater ‘t Spant, Bussum                                    | 2005 | - Kim van Duin: Kiki Classen - Jeroen van Duin: Hans Cornelissen - Viola de Vries: Mariska van Kolck - Fred de Vries: Bart Oomen |
| Champagne                                                      | 13 november 2005, Zaantheater, Zaandam                                       | 2006 | - Alessa: Carry Tefsen - Sven: Hans Cornelissen - Donna: Metta Gramberg - Eefje: Peggy Jane de Schepper - Bert: Cees Heyne |
| Nacht, Moeder (Night, Mother)                                  | 13 november 2006, Leidse Schouwburg, Leiden                                  | 28 februari 2007, Theater Cultura, Ede                                                                    | - Selma: Linda van Dyck - Jessie: Isa Hoes |
| Zeg 'ns Aaa - Met de assistente van Dokter van der Ploeg       | 16 september 2007, Zaantheater, Zaandam                                      | 2008 | - Mien Dobbelsteen-Kalkman: Carry Tefsen - Gert-Jan van der Ploeg: Hans Cornelissen - Wiep Lansberg: Kiki Classen - Nel Kalkman: Coby Timp - Pim van der Ploeg: Job Bovelander - Mohammed Bouazza: Abdembi Azzaoui - Sjoemaya Bouazza: Kamini Somair                                        |
| Niet voor de poes (The owl and the pussycat)                   | 25 januari 2009, Stadsschouwburg Velsen, IJmuiden                            | 2009 | - Rens: Peter Lusse - Lisa: Kiki Classen |
| Geknipt om te leren (Educating Rita)                           | 5 oktober 2009, Theater Meervaart, Amsterdam                                 | 2010 | - Rita: Céline Purcell - Frank: Johnny Kraaijkamp jr. |
| Duet for one (Duet for one)                                    | 27 september 2010, Leidse Schouwburg, Leiden                                 | 2010 | - Stephanie Abrahams: Vera Mann, Pamela Teves - Dokter Feldmann: Wilbert Gieske |
| Bessen                                                         | 23 januari 2012, Stadsschouwburg Haarlem, Haarlem                            | 2012 | - Mevrouw Straatman & Flora Moreno: Lucie de Lange - Mevrouw Westerduin & Suza Brandt: Kiki Classen - Hans Straatman & Frederik Koning: Vastert van Aardenne - Anne & Jannie: Kaily van Starrenburg                                                                                         |
| Courbois, Parels van Poëzie                                    | 23 november 2012, Schouwburg Amstelveen, Amstelveen                          | 3 februari 2013                                                                                           | - Kitty Courbois |
| Wordt u al geholpen?                                           | 24 september 2012, Goudse Schouwburg, Gouda                                  | 2013 | - Captain Peacock: Filip Bolluyt - Mrs. Slocombe: Mylène d'Anjou - Mr. Humphries: Rolf Koster - Ms. Brahms: Daphne Flint - Mr. Lucas: Bas Bovelander - Ms. Hopkins: Sabine Beens - Mr. Mash: Rowin Prins                                                                                    |
| Midlife!                                                       | 12 november 2012, Schouwburg Amstelveen, Amstelveen                          | 2013 | - Robert: Alfred van den Heuvel - Sandra: Kiki Classen - Hugo: Han Oldigs - Annet: Barbara Pouwels - Lola: Sanne Langelaar |
| Waarom mannen seks willen en vrouwen liefde                    | 4 oktober 2013, Theater Twee Hondjes, Hellevoetsluis                         | 2014 | - Aldo Brakkenbos: Alfred van den Heuvel - Barry: Joey Ferre - Ellen: Dorien Haan |
| Kinderen geen bezwaar                                          | 29 september 2014, Zaantheater, Zaandam                                      | 22 december 2014                                                                                          | - Gerard van Doorn: Alfred van den Heuvel - Sinan: Gürkan Küçüksentürk - Kiki Classen: Kiki Classen - Isabelle: Renée van Wegberg |
| Boy 7 – Live on Stage! (co-productie met Impact Entertainment) | 18 januari 2015, De Flint, Amersfoort                                        | mei 2015                                                                                                  | - Boy 7/ Sam: Baue van Leyden - Jones: Mike Reus - Lara: Sanne Franssen - Boy 6: Guillermo Hilversum - Bobby/ overige rollen: Eva van den Dam |
| Fatal Attraction                                               | 19 oktober 2015, Zaantheater, Zaandam                                        | 31 januari 2016                                                                                           | - Daan van der Vlist: Matteo van der Grijn - Elisa van der Vlist: Sytske van der Ster - Alex: Loes Haverkort - Jannie Rutgers: Marian Mudder - Jimmy de Lange: Kevin Hassing |
| Indecent Proposal                                              | 9 oktober 2016, Leidse Schouwburg, Leiden                                    | 20 januari 2017, Schouwburg Cuijk, Cuijk                                                                  | - David Meijer: Matteo van der Grijn - Daphne Meijer: Roos van Erkel - John LePoole: Chris Tates |
| Body Language                                                  | 15 januari 2017, Stadsschouwburg Velsen, IJmuiden                            | 23 april 2017, Flint Theater & Congressen, Amersfoort                                                     | - Anne: Alexandra Alphenaar - Bob Schimmel: Alfred van den Heuvel - Victor: Joey Ferre |
| Tis Hier Geen Hotel                                            | 13 oktober 2019, Stadsschouwburg Haarlem, Haarlem/ hervatting september 2021 | maart 2020 (tour vroegtijdig gestopt i.v.m. corona-crisis)/ 18 juni 2022, Theater De Kampanje, Den Helder | - Hanneke Drenth - Ellen Dikker - Dianne Liesker |
| ADAM & EVA 2.0                                                 | 2 oktober 2022, Zaantheater, Zaandam                                         | 23 december 2022, Theater de Kampanje, Den Helder                                                         | - De vrouw: Ellen Pieters - De man: Han Oldigs |

### Muziektheater/ muziekshows / cabaret
| Productie                                                                        | Première                                                                                  | Laatste voorstelling                                                                   | Rollen & uitvoerenden |
| -------------------------------------------------------------------------------- | ----------------------------------------------------------------------------------------- | -------------------------------------------------------------------------------------- | --- |
| Ça Bien                                                                          | 22 mei 2010, Apollofirst Theater, Amsterdam                                               | 2013                                                                                   | - Sabine Beens |
| In de schaduw van Brel                                                           | 14 maart 2011, DeLaMar Theater, Amsterdam                                                 | 2011                                                                                   | - Muziektherapeute: Vera Mann, Ellen Evers - Jojo George Pasquier: Rob van de Meeberg - Muzikanten: Martin van Dijk (vleugel) & Christiaan van Hemert (bandoneon, viool & contrabas) |
| Wij Nederlanders (co-productie met Stichting BELT)                               | 22 januari 2012, Chassé Theater, Breda                                                    | maart 2012                                                                             | - Dick Cohen - Daphne Flint - Rick Sessink |
| Meezingen met Volendam                                                           | 22 april 2013, Schouwburg Het Park, Hoorn                                                 | 2013                                                                                   | - Job Bovelander - Rick Sessink - Ylva Wichers Schreur - Kick Spijkerman - Barry de Gooijer |
| Toen we jongens waren (co-productie met Erik Brey & Haye van der Heyden)         | 17 oktober 2013, Theater Hof 88, Almelo                                                   | mei 2014                                                                               | - Erik Brey - Haye van der Heyden - Jan Dagevos |
| Nederland Musicalland                                                            | 13 november 2013, Zaantheater, Zaandam                                                    | maart 2014                                                                             | - Bill van Dijk - Joke de Kruijf - Rosalie de Jong - Rick Sessink - Ensemble: Esmee de Boer, Naomi Boszhard, Yeliz Dogan, Mirjam Eeken, Iris Grootenboer, Dorien van Hassel, Maud van Heuvel, Benno Hoogvelt, Jessica Kaasschieter, Margot Kiekebos, Márin Kroon, Suzanne van Ledden, Annelien Spithoven, Kim van Sloten, Saskia Verhoef |
| Vive la France                                                                   | 14 februari 2015, Schouwburg Amstelveen, Amstelveen                                       | 14 juni 2015                                                                           | - Philippe Elan - Renée van Wegberg - Job Bovelander - Annelien Spithoven |
| Ik zit hier heel alleen kerstfeest te vieren (co-productie met Vuile Huichelaar) | 1 december 2015, Theater aan de Parade, ‘s-Hertogenbosch                                  |                                                                                        | - Paulette Willemse - Saskia van Zutphen |
| Douze Point, Twelve Points                                                       | 12 maart 2016, Hotel Zuiderduin, Egmond aan Zee (eenmalige voorstelling)                  |                                                                                        | - Brigitte Nijman - Linda Wagenmakers - Jasper Taconis - David van den Tempel |
| Purpers’ 4 Jaargetijden                                                          | 16 oktober 2016, Stadsschouwburg Velsen, IJmuiden                                         | 2017                                                                                   | - Frans Mulder - Erik Brey - Alfred van den Heuvel - Diederick Ensink |
| Vive la France 2                                                                 | 8 april 2017, Theater De Meerse, Hoofddorp                                                | 8 juni 2017, DeLaMar Theater, Amsterdam                                                | - Philippe Elan - Renée van Wegberg - Rolf Koster - Gastartiesten: Liesbeth List & Thérèse Steinmetz (eenmalig op 8 juni 2017) |
| Bella Italia                                                                     | 12 maart 2018, Theater De Meerse, Hoofddorp                                               | 26 mei 2018, Theater De Stoep, Spijkenisse                                             | - Leonie Meijer - Marijn Brouwers - Merijn Oerlemans |
| List Shaffy & Piaf                                                               | 23 september 2019, Schouwburg Amstelveen, Amstelveen                                      | 30 december 2019, Theater De Stoep, Spijkenisse                                        | - Renée van Wegberg - Billy Maluw - Job Greuter - André van Damme - Berry Janssen |
| Musical Afternoon Tea Sessions                                                   | 27 september 2020 (zondagmiddagen), Sofitel Legend The Grand, Amsterdam                   | 2021 (zondagmiddagen), Sofitel Legend The Grand, Amsterdam                             | - Tony Neef & Mariska van Kolck - Amsterdamse liedjes - René van Kooten - René's Favourite Songs - Renée van Wegberg - Tour de France - Vajèn van den Bosch & Jasper Taconis - Magic of Disney - Brigitte Nijman & Jasper Taconis - Douze Points - Lone van Roosendaal - Van Roosendaal moest zo nodig - Tony Neef - Ode aan Wim Sonneveld - Mariska van Kolck - Ode aan The Carpenters - Joke de Kruijf - Music of the Night - Esmée Dekker - This is My Life - Jasper Taconis & Yoran de Bont - De allermoooiste mannen, van Shaffy tot Tom Jones |
| STAYIN’ ALIVE Disco Fever                                                        | 20 april 2021, Rijswijkse Schouwburg, Rijswijk/ 5 mei 2023 Theater aan de Schie, Schiedam | 20 april 2021, Rijswijkse Schouwburg, Rijswijk/ 17 juni 2023 Theater Hanzehof, Zutphen | - Willemijn van Holt (2021) - Esmée Dekker (2021 & 2023) - Annefleur Van Den Berg (2021) - Martijn Vogel (2021 & 2023) - Yoran de Bont (2021) - Elindo Avastia (2021) - Ferry Doedens (2023) - Linda Verstraten (2023) - Judith van der Wijst (2023) - Nigel Brown (2023) - Billy Maluw & band (2021) |
| Woman in Love                                                                    | aangekondigd voor 2025                                                                    |                                                                                        | |